# Brignolia
Brignolia là một chi nhện trong họ Oonopidae.